# Славинский, Павел Андреевич
Павел Андреевич Славинский (1810—1881) — русский государственный деятель, сенатор, тайный советник.

## Биография
Родился 15 (27) января 1810 года в семье священника Андрея Стефановича Славинского (ок. 1782 — 1847). Был старшим сыном; младшие его братья, Пётр (ок. 1813—1872), Александр (1818—1883), Владимир (1824—1890) и Николай (ок. 1826 — после 1848) стали священниками; сестра Александра была замужем за священником Г. И. Михайловым.
Учился в Санкт-Петербургской духовной семинарии и в Санкт-Петербургском университете, юридический факультет которого окончил в 1829 году кандидатом права. Начал службу 27 июня 1829 года — в Департаменте народного просвещения Министерства народного просвещения. В 1831 году перешёл в Комиссариатский департамент Морского министерства; с 1839 года состоял при Св. Синоде. С 1842 года — старший столоначальник, редактор 1-го отделения Департамента Министерства юстиции.
С 1845 года служил при Правительствующем сенате: сначала — чиновник за обер-прокурорским столом в Межевом департаменте, с 1848 обер-прокурор Межевого департамента, с 1849 года — обер-прокурор 7-го Департамента, с 1850 года — обер-прокурор Межевого департамента. С 1 января 1865 года — присутствующий в Межевом департаменте, затем — в Департаменте герольдии, с 21 июля 1874 года — в Гражданском кассационном департаменте, с 31 декабря 1877 года — в Общем собрании первых трёх департаментов и Департаменте герольдии.
С августа 1847 года — статский советник, с 26 августа 1856 года — действительный статский советник, с 1 января 1865 года — тайный советник.
Умер 21 июня (3 июля) 1881 года. Похоронен на Волковском православном кладбище.

## Награды
- орден Св. Анны 3-й ст. (1847)
- орден Св. Анны 2-й ст. с императорской короной (1851)
- орден Св. Владимира 3-й ст. (1860)
- орден Св. Станислава 1-й ст. (1862)
- орден Св. Анны 1-й ст. с императорской короной (1869)
- орден Св. Владимира 2-й ст. (1875)
- орден Белого орла (1879).